# Burg Wildenberg (Kirchzell)
Burg Wildenberg, auch Wildenburg genannt, ist eine stauferzeitliche Burgruine im Odenwald und gehört zur Ortschaft Preunschen, Ortsteil von Kirchzell, im unterfränkischen Landkreis Miltenberg in Bayern.
Die ab etwa 1170 errichtete romanische Burg, die um 1220 qualitätvoll frühgotisch ausgebaut wurde, war Sitz der Herren von Dürn. Der Dichter Wolfram von Eschenbach soll hier um 1205 Teile seines Versromans Parzival geschrieben haben. 1271 wurde die Burg von Kurmainz übernommen und seither von Amtleuten verwaltet. Im Bauernkrieg wurde sie am 4. Mai 1525 von Bauern unter der Führung des Götz von Berlichingen niedergebrannt und nicht wieder aufgebaut.

## Geografische Lage
Die Ruine der Höhenburg liegt auf einem nach Nordosten vorgeschobenen Bergsporn des Schlossberges in 365,2 m ü. NN über dem Tal der Mud, drei Kilometer südöstlich von Kirchzell nur wenige Hundert Meter nordöstlich des Zentrums von Preunschen, etwa 13 Kilometer südwestlich der Kreisstadt Miltenberg.

## Geschichte

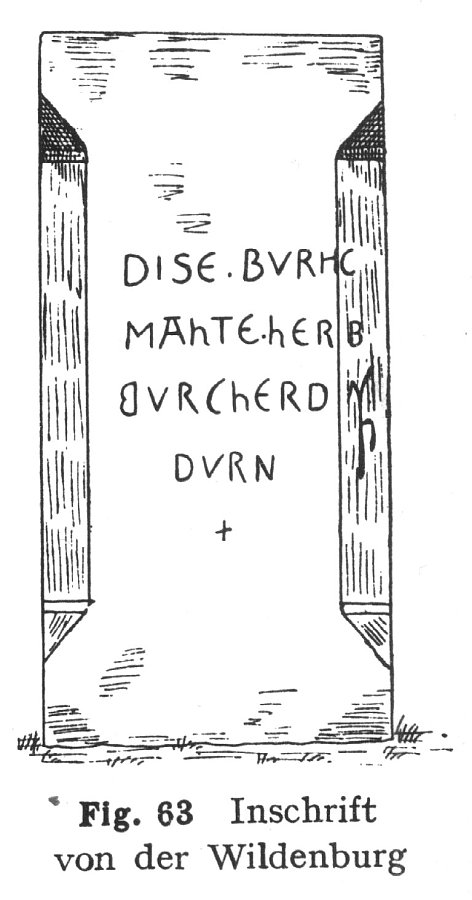
Bauinschrift, die den Bauherrn angibt

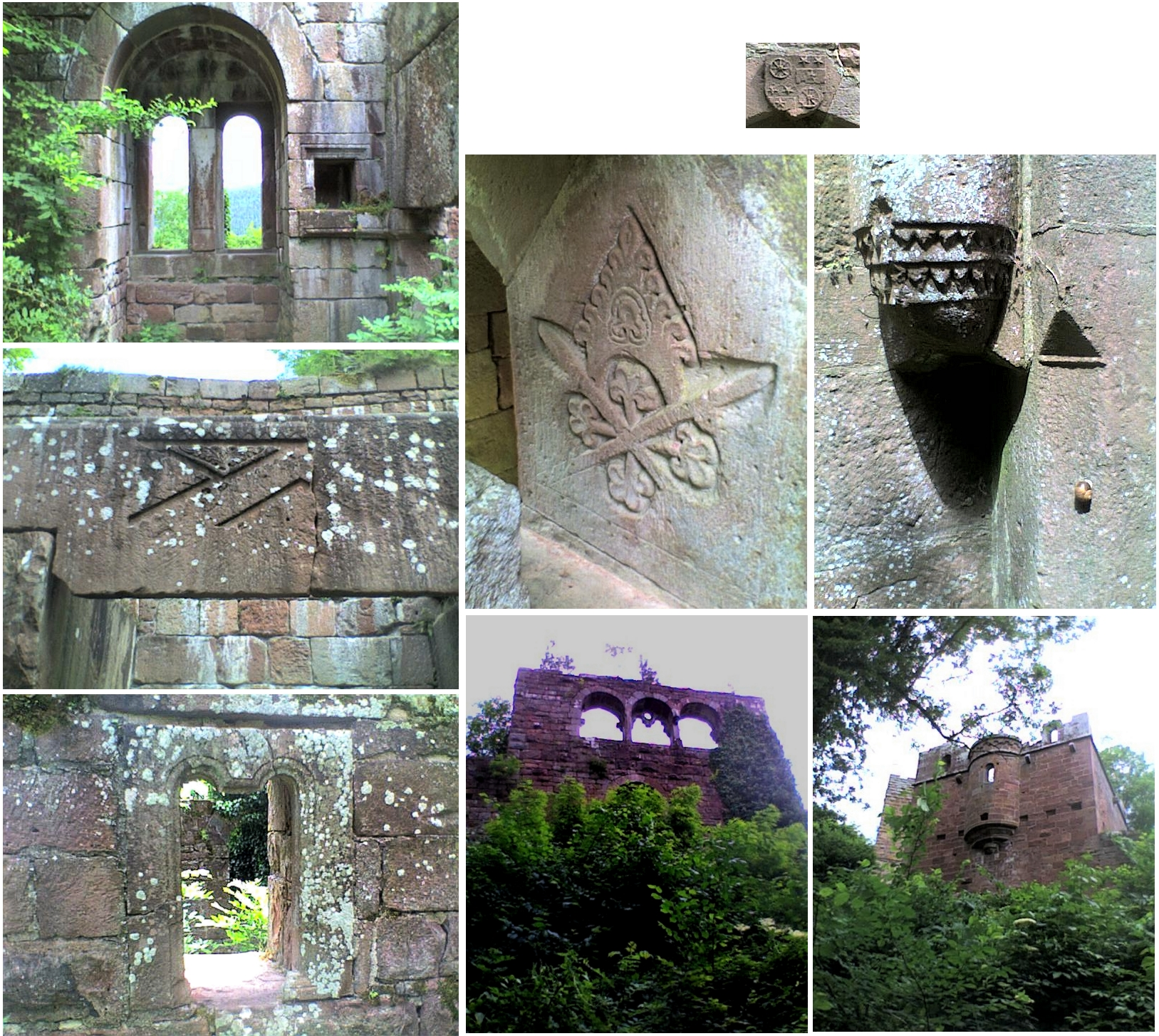
Bildercollage von Ansichten, Fensterbögen und Ornamenten

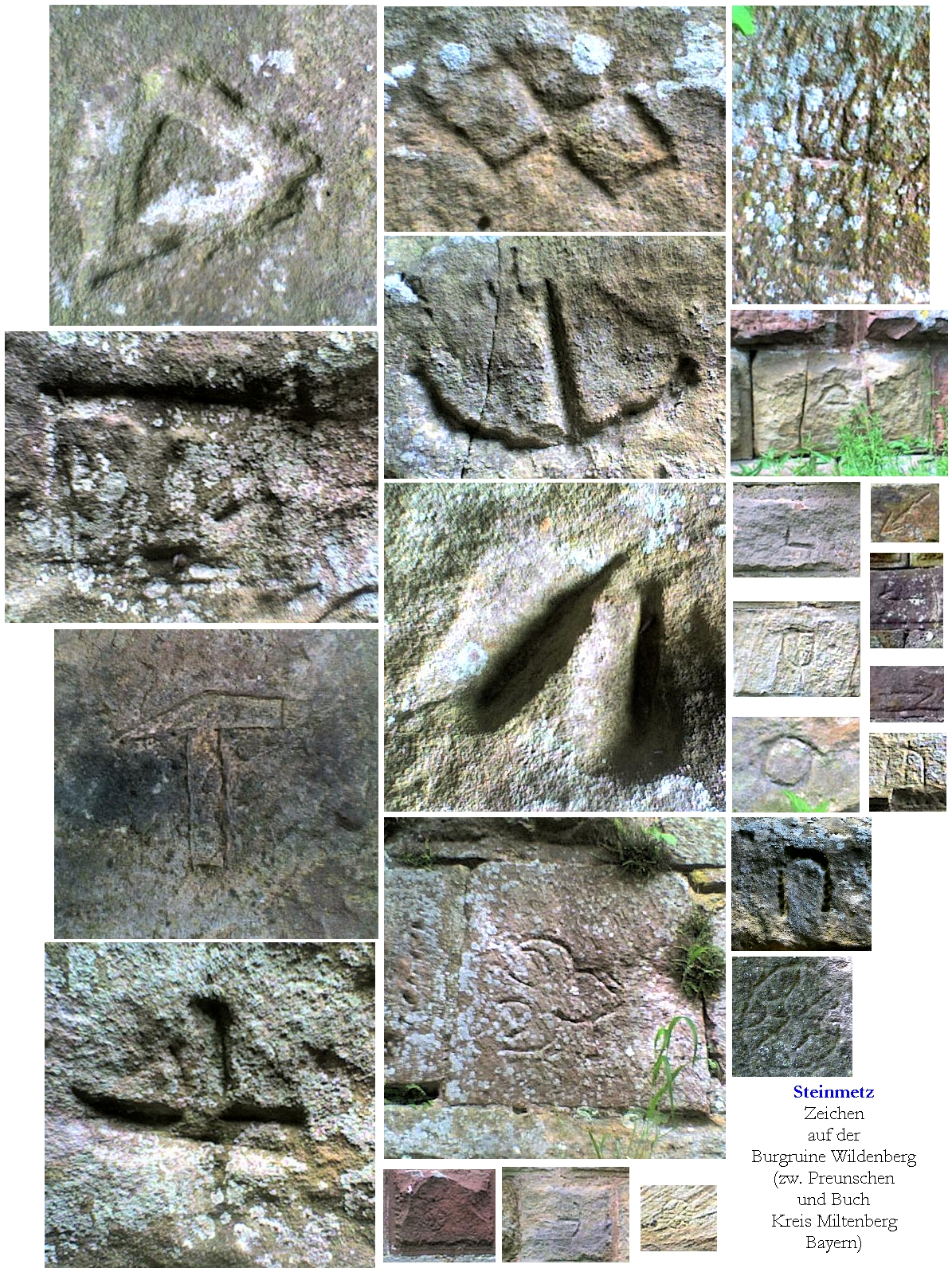
Die Vielfalt an Steinmetzzeichen

Die Herren von Dürn, verdiente Gefolgsleute der Stauferkaiser und wohl seit 1168 Schutzvögte des Klosters Amorbach, waren die Erbauer der Burg, deren Entstehung auf zwischen 1170 und um 1200 datiert wird. Nach der Amorbacher Klosterchronik begann aber erst Konrad I. von Dürn um 1216 mit dem Bau. Wahrscheinlich ist damit aber nur der Bau des Torturmes gemeint. Sein Großvater Ruprecht von Dürn (de Durne) gehörte zu den engsten Beratern der Kaiser Friedrich Barbarossa und Heinrich VI., er tritt durchgehend als Zeuge in ihren Urkunden auf. Laut einer Bauinschrift ließ Herr Burchert Durn die Burg erbauen; es wird sich dabei entweder um den Vater oder einen Bruder dieses Ruprecht gehandelt haben. Der Bau dürfte um 1170–80 begonnen worden sein. Möglicherweise haben die Dürner schon zuvor in Walldürn gesessen. Ruprecht hatte 1197, als er Heinrich VI. nach Italien folgte und dort verstarb, bereits die Zentherrschaft über weite Teile des später so genannten Baulandes inne.
Der Bau scheint nach Ruprechts Tod für etwa 20 Jahre unterbrochen worden zu sein, möglicherweise hatte sich die Familie mit der groß dimensionierten Anlage finanziell übernommen. Er scheint erst wieder aufgenommen worden zu sein, als Ruprechts Enkel Konrad I. von Dürn (* 1193; † 17. September 1253) um 1216/17 Mechthild von Lauffen heiratete, die 1216–19 umfangreichen Allodialbesitz im mittleren und unteren Neckartal erbte. Nun wurde der Bergfried auf 25 m erhöht, der Torturm mit der dem Ritterheiligen Georg geweihten Burgkapelle sowie das erste Obergeschoss des Saalbaus mit seinem frühgotischen Dreipass in der Ostwand errichtet, offensichtlich durch eine hochqualifizierte Bauhütte. Gesichert war der Zugang nur durch ein Tor, da Zugbrücke mit Fallgatter und Gußerker in Deutschland erst ab 1230 aufkamen.
Am 19. Mai 1271 wurde die Burg nach finanziellen Schwierigkeiten der Dürner an das Erzstift Mainz verkauft und später zum Amtssitz der Mainzer Verwaltung, nachdem die Herrschaft Walldürn 1292 von Mainz komplett erworben wurde. Die Verwaltung erfolgte zunächst durch Offiziate, später durch Vogt oder Burggraf. 1291 war ein Heinrich Offiziat, um 1320 war es Konrad Rüdt von Collenberg. Im Jahr 1337 söhnte sich Erzbischof Heinrich mit seinem Domkapitel aus und überantwortete für kurze Zeit den Domherren auch Burg Wildenberg. 1350 wurde das Amt der Burg an Eberhard von Rosenberg verpfändet, 1354 löste Konrad Rüdt von Collenberg das Pfand wieder aus. Durch eine Aufstockung seiner Anleihen an das Erzstift Mainz erhielt Konrad auch die Ämter Walldürn und Buchen. Das Basler Erdbeben 1356 soll die Burg stark beschädigt haben. Erzbischof Gerlach verpfändete im Januar desselben Jahres, ohne Zustimmung seines Domkapitels, dem Engelhard von Hirschhorn die Burg Wildenburg, die Stadt Amorbach und eine Gülte in Miltenberg. Ein Jahr später leiht er sich bei seinem Wildenburger Burggrafen Konrad Rüdt von Collenberg Geld.
Ab 1368 waren Wiprecht von Dürn, Eberhardt Rüdt von Bödigheim, Fritz von Dürn und Eberhard von Fechenbach Mainzer Burgmänner. In der Folgezeit bis ins 15. Jahrhundert sind zumeist Vertreter dieser Familien als Amtmänner erwähnt.
In den Jahren 1400 bis 1511 wurde die Burg spätmittelalterlich ausgebaut. Der Westturm und die Sperrmauer durch den Burghof entstanden, die Kapelle wurde erneuert. Die Burg war noch bis 1525 Sitz eines mainzischen Amtmannes des Amtes Amorbach. Im Bauernkrieg waren es Bauern aus dem „Hellen Haufen“ des Ritters Götz von Berlichingen, die die Burg Wildenberg am 4. Mai 1525 niederbrannten. Seitdem ist sie eine Ruine.
1803 kam sie durch die Säkularisation kurzzeitig an das Fürstentum Leiningen. 1806 wurde das Fürstentum Leiningen durch das Großherzogtum Baden mediatisiert. Schon 1810 wurde die Burg mit dem Gebiet um Amorbach Teil des Großherzogtums Hessen-Darmstadt und kam 1816 durch Gebietstausch an das Königreich Bayern.
Heute ist die Burgruine ein beliebtes Wanderziel und wird gelegentlich für kulturelle Veranstaltungen genutzt.

## Beschreibung
Im Wesentlichen hat sich die annähernd rechteckige ca. 80 Meter lange stauferzeitliche, später kaum mehr veränderte Kernburg erhalten. Gegen die Bergseite stellt sich ein diagonal gesetzter Bergfried. An der Südseite steht ein Torturm mit Stufenportal und Kapelle mit Apsiserker im Obergeschoss. Der geräumige Palas ist an die Talseite angelehnt. Von hohem künstlerischem Wert sind die Fensterarkaden im Obergeschoss, die vergleichbar sind mit denen der Kaiserpfalz Gelnhausen und Burg Girbaden im Elsass.
Als nachstaufische Ergänzung ist eine Trennmauer in der Mitte des Burghofes zu bemerken. Darüber hinaus gab es kaum mehr eine bauliche Veränderung, weswegen Wildenberg trotz des ruinösen Zustandes als eine der besterhaltenen stauferzeitlichen Burgen in Süddeutschland angesehen werden darf.
Die Burg ist reich an verschiedensten Steinmetzzeichen (mind. 50 verschiedene sind nachgewiesen), von denen sich einige auch auf anderen Burgen der Rhein-Main-Neckar Region, z. B. Burg Stolzeneck am Neckar (und auch in der Kaiserpfalz Gelnhausen), wiederfinden.
Der Burg vorgelagert auf dem Beginn des Spornrückens südwestlich Richtung Preunschen und etliche Höhenmeter über der Burg befindet sich die Fels(en)burg, eine in eine natürliche freiliegende Felsenformation eingearbeitete Höhle mit rechteckigem steinernen Eingangsportal. Der Fels wurde bearbeitet und Felsplatten so angeordnet, dass eine ebene Plattform oberhalb entstand. Dass dies als eine Art Vorburg zum Schutz der Spornseite angelegt war, kann angenommen werden, ist aber nicht bewiesen.
Teile der Burg fanden im 19. Jahrhundert Verwendung beim Errichten der künstlichen Ruinen des Eulbacher Parks.

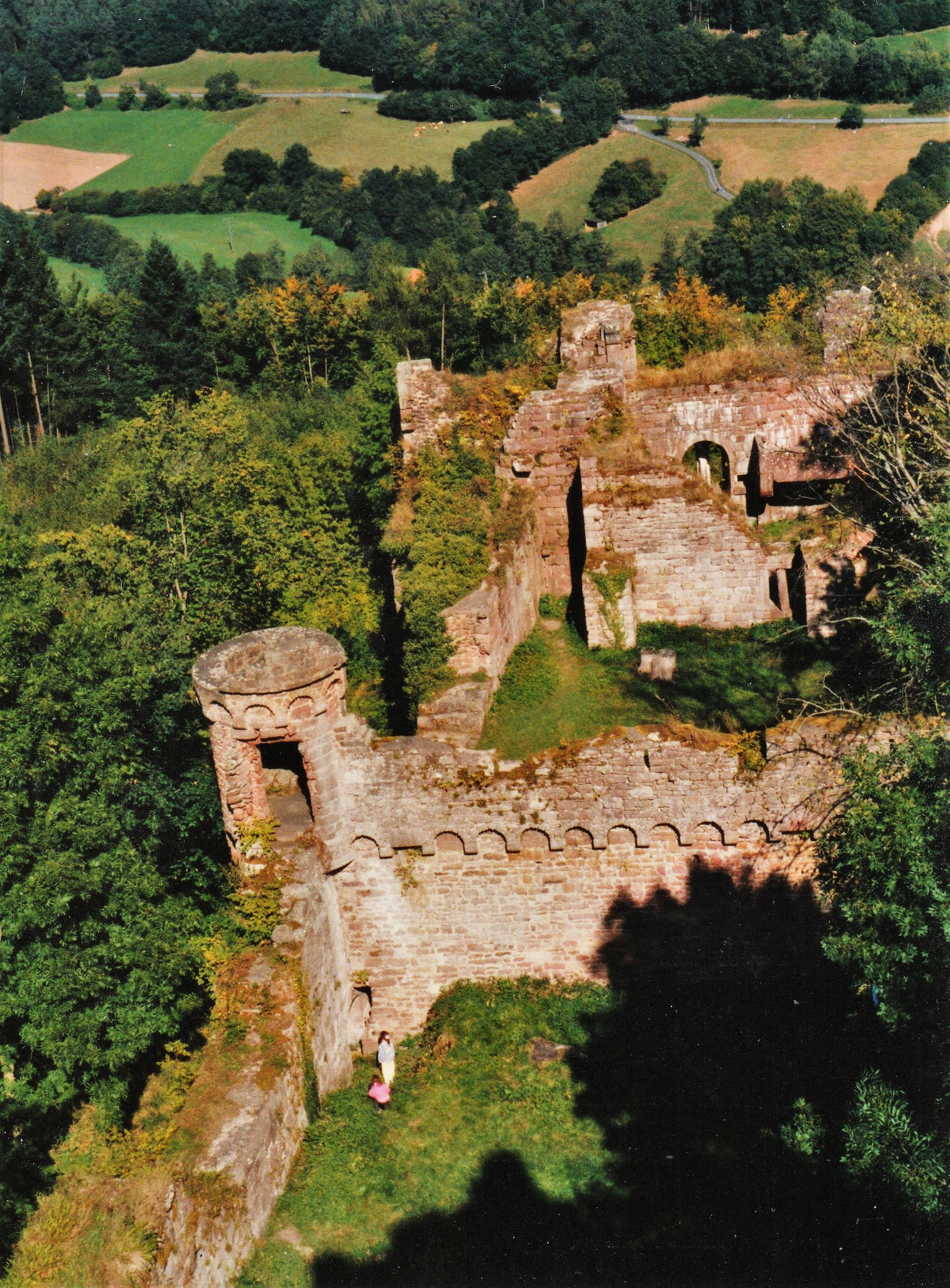
Nordflanke der Burg
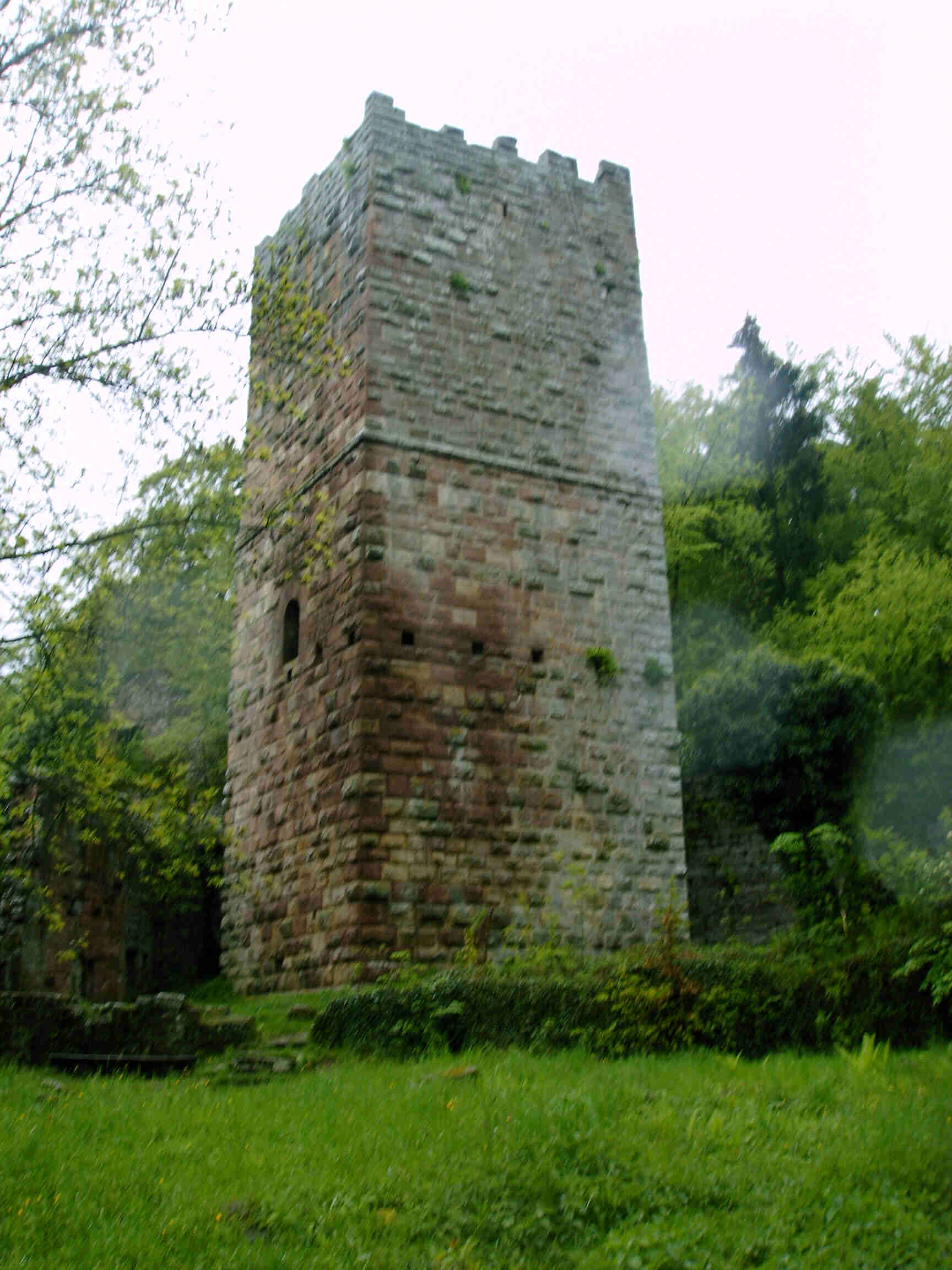
Der Bergfried

## Niederschrift des Parzival
Aufgrund persönlicher Einschübe, die Wolfram von Eschenbach in seinem Versroman Parzival vornahm, wird in der Forschung angenommen, dass nach einer Erwähnung der Grafen von Wertheim im 4. Buch, der Autor auf der Burg Wertheim den Beginn des Epos verfasste und auf einer „Burg Wildenberg“ fortsetzte: Im 5. Buch vergleicht Wolfram in seiner Beschreibung der Gralsburg Munsalvaesch die Feuer im dortigen Königssaal mit den bescheideneren Feuern auf der Burg seines Gastgebers: „Wer sah so große Feuer je/Hier bei uns in Wildenberg?“ Somit wird angenommen, dass Wolfram von Eschenbach einen Teil des Romans auf einer Burg Wildenberg geschrieben hat.
Missverständnisse entstanden, da Munsalvaesch oder Montsalvaesch auch direkt als Heilsberg oder wilder Berg gedeutet werden kann (vgl. Abschnitt 230, Vers 13) und somit auch über eine „Burg Wildenberg“ als Gralsburg spekuliert wurde. Damit kamen jedoch weitere Burgen gleichen Namens in die Diskussion, doch möglicherweise schöpfte Wolfram von Eschenbach seine Beschreibung des heiligen Berges auch nur aus der zeitgenössischen Paradiesliteratur. In keinem Fall jedoch kann die oben genannte Textzeile auf eine Identität mit der Gralsburg hin interpretiert werden. Die Burg Wildenberg (Kirchzell) gilt als wahrscheinlicher Ort der Niederschrift des 5. Buches oder ab diesem Buch.

Burg Wildenberg
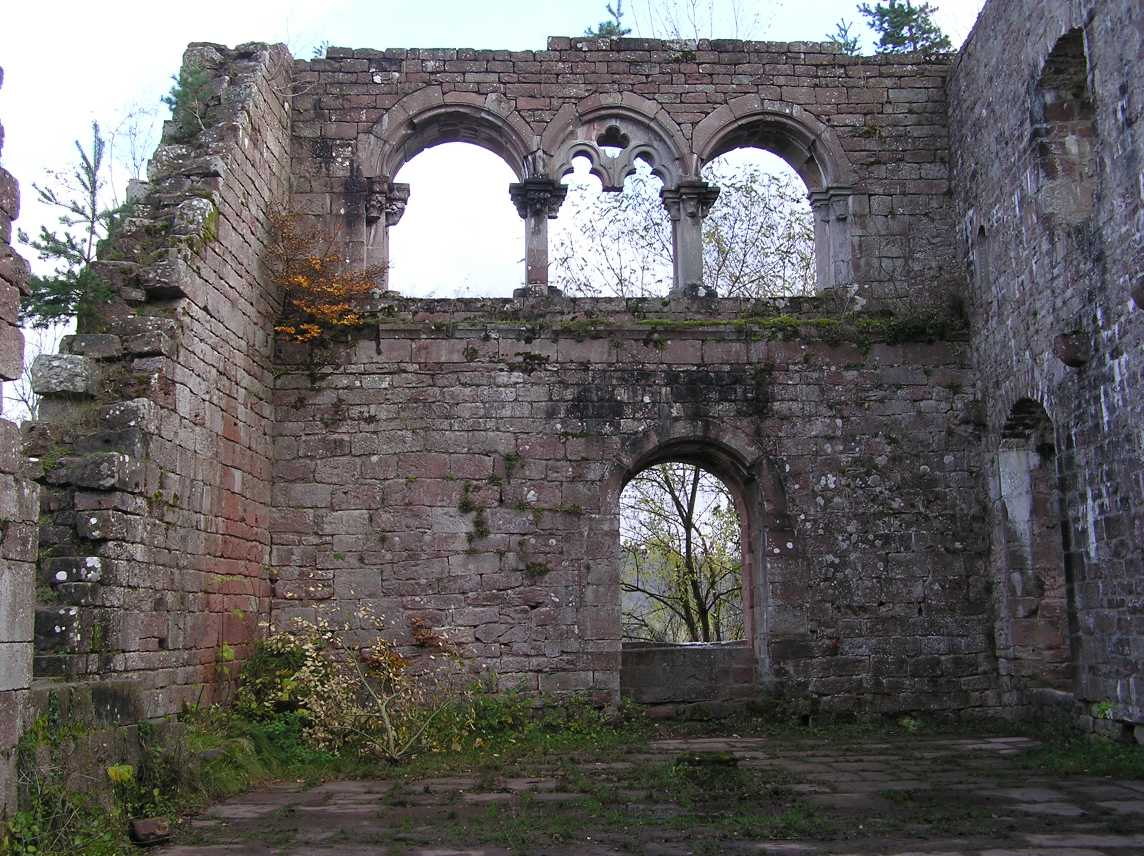
Palas und Fensterarkaden
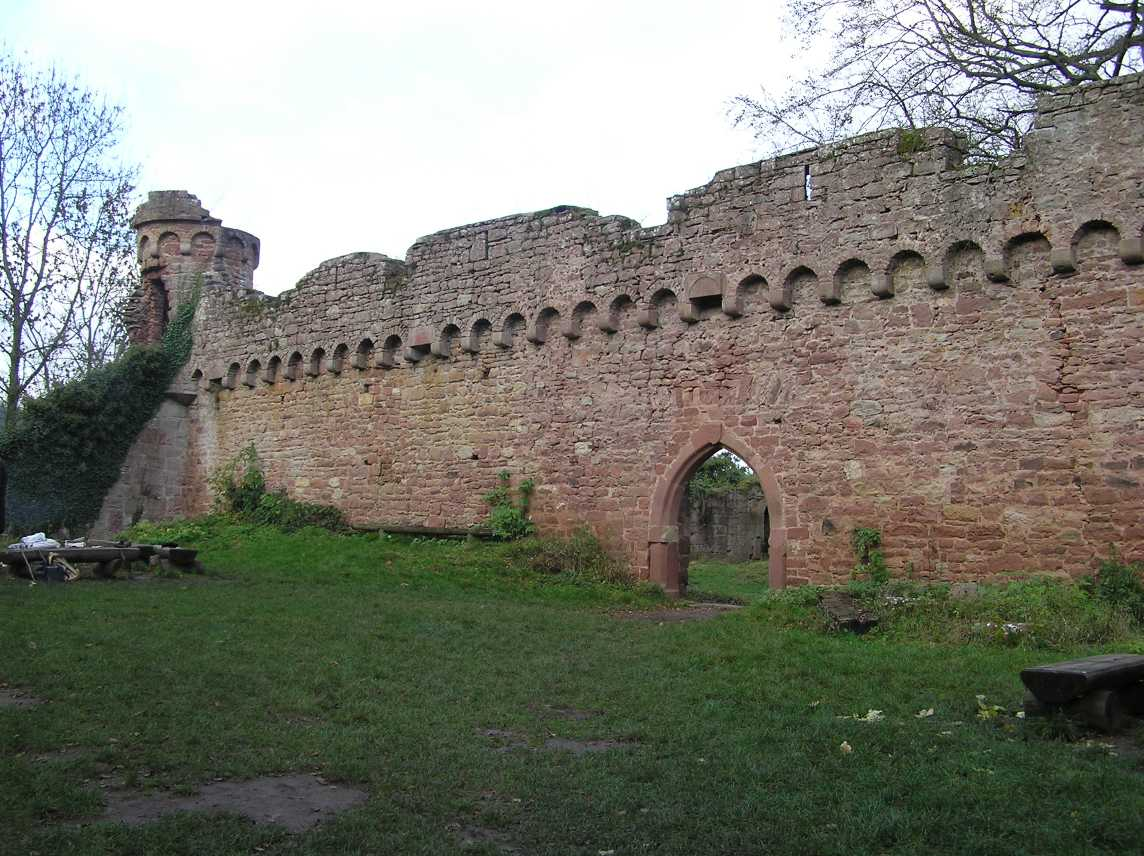
Spätmittelalterliche Trennmauer
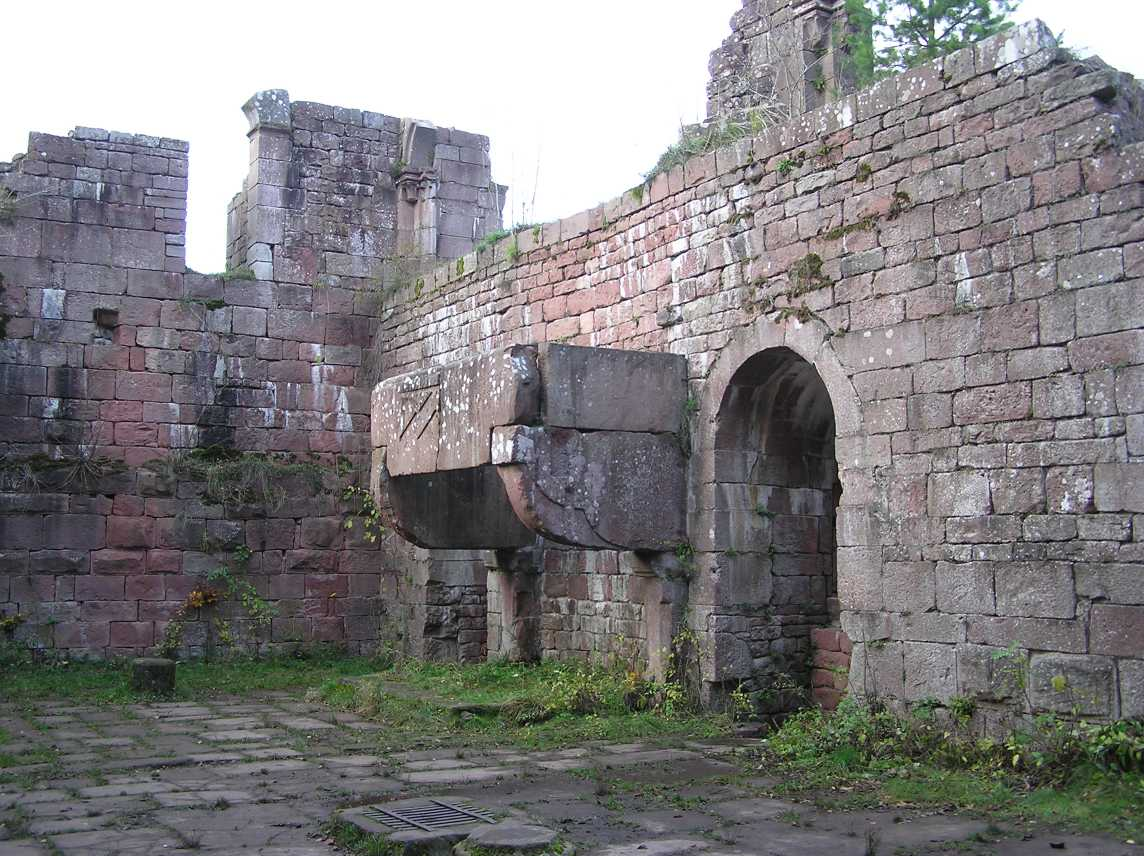
Renovierter Kamin am Palas

## Anmerkung
1. ↑  Bekannt ist, dass Wolfram von Eschenbach auf der Burg wahrscheinlich einen Teil des Parzival verfasste, dessen Niederschrift, wie allgemein angenommen, zwischen 1200 und 1210 erfolgte. Davon ausgegangen, dürfte das frühe Erbauungsdatum zutreffen.

## Filme
Im Jahre 1999 wurden die Außenaufnahmen für den Spielfilm Grüne Wüste bei der Ruine der Burg Wildenberg gedreht.
Der Pfarrer Hans-Peter Loos schuf in den vergangenen Jahren eine Reihe von Filmen über Burgen und Schlösser, darunter auch eine einstündige Dokumentation über „Die Wildenburg“.